# Шендриков, Иван Максимович

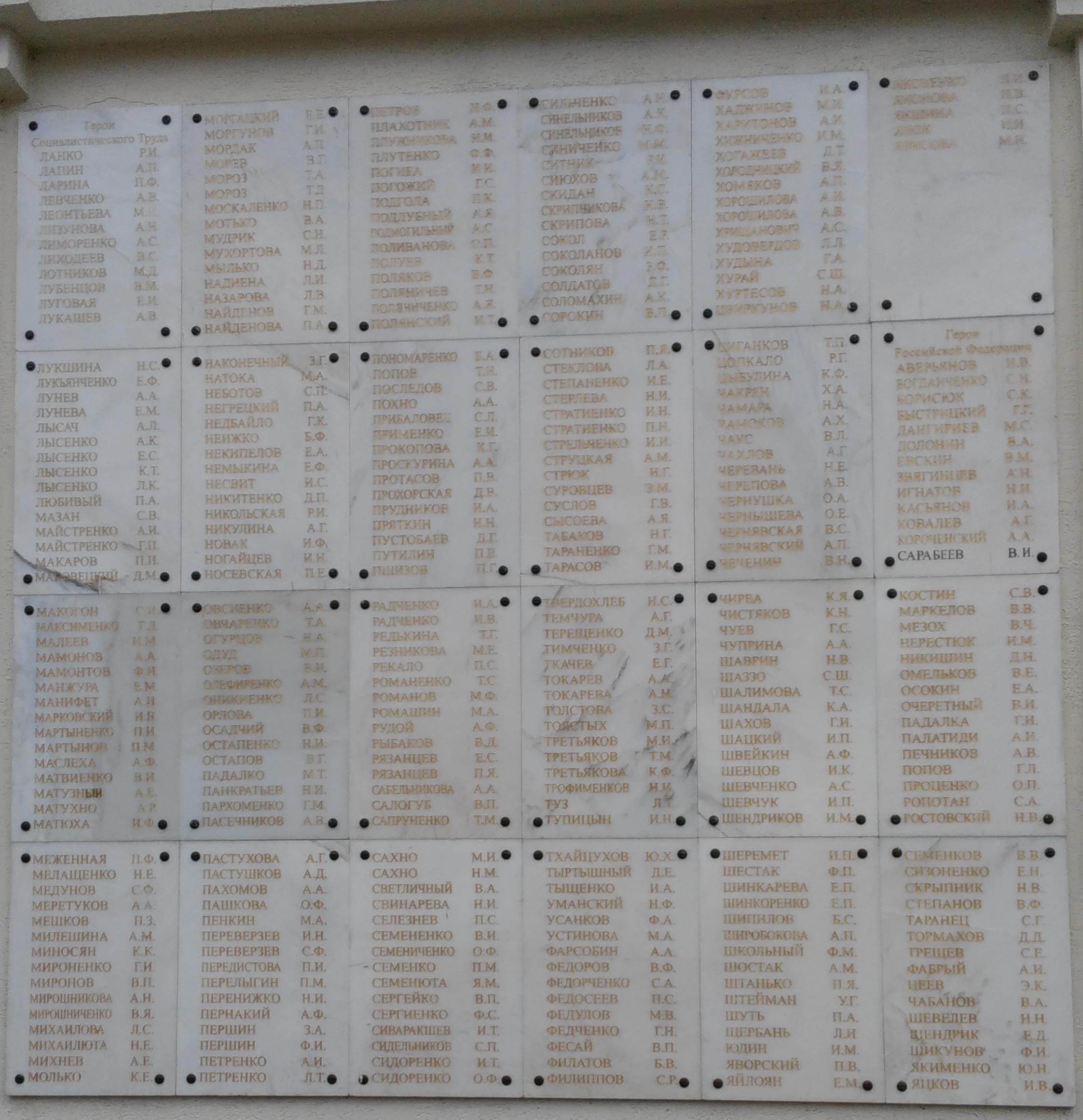
Мемориальная доска с именами Героев Социалистического Труда Кубани и Адыгеи (Л-Я)

Иван Максимович Шендриков  (15 мая 1914 — 4 октября 1987) — советский передовик производства, участник Великой Отечественной войны, бригадир тракторной бригады Унароковской МТС Ярославского района Краснодарского края. Герой Социалистического Труда (06.05.1948).

## Биография
Родился 15 мая 1914 года в станице Зеленчукская ныне Зеленчукского района Карачаево-Черкесской Республики.
Работать начал с пятнадцатилетнего возраста ездовым в колхозе «Молот». С 1939 года, после окончания трёхмесячных курсов механизаторов в станице Ханская Краснодарский край, Адыгейская АО, работал трактористом.
Весной 1942 года был призван в Красную Армию. Участник Великой Отечественной войны. 9 августа 1943 года под Новороссийском был тяжело ранен, после чего лечился в Кисловодске, стал инвалидом войны 2 группы.
Демобилизовавшись из Красной Армии в 1944 году, стал бригадиром тракторной бригады Унароковской машинно-тракторной станции (МТС) Ярославского (ныне — Мостовского) района Краснодарского края. В 1947 году получил в обслуживаемых колхозах урожай пшеницы 25,1 центнера с гектара на площади 164,3 гектара.
Указом Президиума Верховного Совета СССР от 6 мая 1948 года за получение высокого урожая пшеницы при выполнении колхозом обязательных поставок и натуроплаты за работу МТС в 1947 году и обеспеченности семенами зерновых культур для весеннего сева 1948 года Шендрикову Ивану Максимовичу присвоено звание Героя Социалистического Труда с вручением ордена Ленина и золотой медали «Серп и Молот».
За время своей работы в колхозе трижды участвовал во Всесоюзной сельскохозяйственной выставке (ВСХВ) по выращиванию кукурузы. Один из инициаторов квадратно-гнездового высева кукурузы на Кубани. В общей сложности проработал в колхозе 54 года.
Избирался депутатом Краснодарского краевого, районного и сельского советов депутатов.
Жил в селе Унароково Мостовского района Краснодарского края.
6 августа 1986 года награждён орденом Великой Отечественной войны 1-й степени.
Умер 4 октября 1987 года. Похоронен на кладбище в селе Унароково Мостовского района Краснодарский край.

## Награды
- Золотая медаль «Серп и Молот» (06.05.1948)
- Орден Ленина (06.05.1948).
- Орден Отечественной войны I степени (1.08.1986)[3]
- Медаль «В ознаменование 100-летия со дня рождения Владимира Ильича Ленина» (6 апреля 1970)
- Медаль «За победу над Германией в Великой Отечественной войне 1941—1945 гг.» (9 мая 1945[4])
- Юбилейная медаль «Двадцать лет Победы в Великой Отечественной войне 1941—1945 гг.» (7 мая 1965[5])
- Юбилейная медаль «Тридцать лет Победы в Великой Отечественной войне 1941—1945 гг.»[6]
- Юбилейная медаль «Сорок лет Победы в Великой Отечественной войне 1941—1945 гг.»[7]
- Медаль «За трудовую доблесть»
- Медаль «30 лет Советской Армии и Флота»[8]
- Юбилейная медаль «40 лет Вооружённых Сил СССР»[9]
- Юбилейная медаль «50 лет Вооружённых Сил СССР» (26 декабря 1967[10])
- медалями ВДНХ СССР:

## Память
- Его имя увековечено в Главном Храме Вооружённых сил России, и навсегда запечатлено на мемориале «Дорога Памяти»[11].
- Имя Героя выбито золотыми буквами на Мемориальной арке в Краснодаре.